# 3-Brompentan
3-Brompentan ist eine chemische Verbindung aus der Gruppe der Halogenkohlenwasserstoffe, genauer der Bromalkane. Es existiert eine Reihe von Konfigurationsisomeren wie 1-Brompentan, 2-Brompentan oder 1-Brom-2,2-dimethylpropan.

## Herstellung
3-Brompentan kann durch Bromierung von 3-Pentanol mit verschiedenen Reagenzien hergestellt werden. Als Nebenprodukt entsteht immer auch 2-Brompentan. Die Bromierung mit Bromwasserstoffsäure / Schwefelsäure ist wenig selektiv. Bessere Ergebnisse lassen sich mit gasförmigem Bromwasserstoff oder Phosphortribromid erzielen.